# Superstatistiques
Les superstatistiques constituent un formalisme de la physique statistique, consistant à décrire les propriétés statistiques d'un système par une superposition de statistiques, d'où le nom superstatistiques. En général, le formalisme s'applique à un système hors équilibre thermodynamique, où la température exhibe des fluctuations. On peut ainsi assigner une fonction de distribution à la température, ou de manière équivalente à β. A une petite échelle, le système exhibe un équilibre local et est décrit par la statistique de Boltzmann {\displaystyle \exp(-\beta E)}. Le système à une plus grande échelle est donc décrit par une superposition de la statistique de Boltzmann et de la fonction de distribution {\displaystyle f(\beta )} caractérisant les fluctuations de la température :{\displaystyle B(E)=\int _{0}^{\infty }f(\beta )\exp(-\beta E)d\beta \textstyle \displaystyle }La fonction de partition est donnée par
{\displaystyle Z=\sum _{i=1}^{W}B(E_{i})}
La probabilité de trouver le système sur le niveau d'énergie {\displaystyle E_{i}} est donnée par
{\displaystyle p_{i}={B(E_{i}) \over Z}}
L'une des particularités des superstatistiques est qu'elles permettent de reproduire des fonctions de distribution différentes de la statistique de Maxwell-Boltzmann. Les distributions de Tsallis comme la distribution q-exponentielle apparaissent comme un cas particulier des superstatistiques. Bien que le formalisme ait été introduit pour décrire des systèmes classiques exhibant un équilibre local, des modèles basés sur les superstatistiques ont émergé dans différents contextes tels que les intégrales de chemin, l'économie ou en science de l'environnement.